# René Götzenbrugger
René Götzenbrugger (* 9. Oktober 1972 in Augsburg) ist ein deutscher Autor, Unternehmer, Designer und Innovator.

## Leben und Arbeit
René Götzenbrugger begann seine Karriere im Feld des Industrie-Designs und erlangte nationale und internationale Anerkennung für seine kreativen und innovativen Ansätze.
Seine Arbeiten wurden u. a. mit dem Red Dot Design Award für das modulare Steck-Möbelsystem GUBE, mit dem German Innovation Award 2018 und dem German Design Award Nominee 2018 für die modulare Outdoor-Küche OCQ-Modular, als auch mit dem German Innovation Award in Gold für das Projekt „Smart Factory“ durch den Rat für Formgebung ausgezeichnet.
Als Designer und Unternehmer entwickelte er ab 1999 Konzepte und Designlösungen, Produkte, Marken und Identitäten für verschiedene Branchen und Unternehmen.
2001 Gründete er das Unternehmen Graustich, das in den Bereichen Digitale Lösungen, Branding und Film/Animation seine Kernthemen hat.
Er verfügt über eine Reihe an Patenten unter eigener Feder, als auch für Unternehmen wie Mercedes und Siemens. In den Jahren 2019, 2021 und 2023 wurde er mit dem Titel „Leistungsträger der Region“ für den Innovationspreis Ostwürttemberg Ausgezeichnet.
Als Autor veröffentlichte er eine Reihe von Publikationen, die sich mit verschiedenen Themen befassen, darunter Methodik zur Kreislaufwirtschaft, Identität, Unternehmertum und Innovation.
In dem im Carl Hanser Verlag im September 2001 erschienenen 240-seitigen Buch „Workbook Kreislaufwirtschaft“ bringt er als Gastautor neben Henrike Mattheis und Isabell Osann Einblicke in die Praxis seiner Circular-Design-Expertise. Der Gewinn seines ersten German Innovation Awards konzentrierte sich auf die Entwicklung einer Outdoorküche, deren Kernmaterial aus einem High-Pressure-Papier-Compound besteht, um Materialien zu verwenden, die enorm lang bestehen können und wie in diesem Beispiel zu einem sehr hohen Prozentsatz aus nachwachsenden Rohstoffen bestehen. Ein weiteres Kreislaufwirtschafts-Projekt aus seiner Laufbahn ist die Entwicklung eines Regalsystems aus einem Bambus-Compound- und Zuckerrohr-Papier: Das Regal-Projekt YUBE war in den Jahren 2009 bis 2015 auf dem amerikanischen Markt erhältlich. Für die Marke BSH (Bosch Siemens Hausgeräte) Entwickelte er von 2004 bis 2011 unter der Führung des verstorbenen Design-Leiters Roland Vetter der Gerätemarke Robert Bosch GmbH diverse Cradle-to-Cradle-Konzepte.
Sein erstes eigenes Buch erschien am 9. Dezember 2022 im Carl Hanser Verlag unter dem Titel „Innovation Praxis“. Das umfassende Werk mit 320 Seiten erklärt unterschiedliche Methoden und Ansätze, um Unternehmen hin zu einem „House of Innovation“ zu wandeln. In seiner Zeit in der Ideenwerkstatt von Mercedes-Benz, 1999–2000, studierte er diverse Innovationstechniken, die dort in mehrere Fahrzeug-Interior-Projekte und zugehörige Patente flossen. Diese Projekte befassten sich im Grunde mit Szenarientechniken, Biometrie, Gesellschaftswandel und Nutzungsanforderungen von Innenräumen in (Auto-)mobilen auch selbstfahrenden Einheiten.
Der Duden veröffentlicht unter der Erklärung des Begriffes „Entwurfszeichnung“ eine Zeichnung von Götzenbrugger zur Veranschaulichung des Begriffes.